# Rynek Nowy w Szczecinie
Rynek Nowy (niem. Neuer Markt, łac. medium forum) – plac o nieregularnym kształcie na Starym Mieście w Szczecinie, położony na północny wschód od Rynku Siennego. Do rynku dochodzą ulice: Księcia Mściwoja II, Panieńska, Kurkowa, Sienna, Wielka Odrzańska, Opłotki, Kurza Stopka i Targ Rybny.

## Historia
Historia powstania Rynku nowego jest ściśle związana z kościołem św. Mikołaja, wzniesionym na obszarze Starego Rynku zwanym Rynkiem Środkowym. Kościół ten wzmiankowany był po raz pierwszy w dokumencie z 25 lutego 1243 roku jako ecclesiam sancti Nicholai. Początkowo była to budowla drewniana. W 1335 r. rozpoczęto prace nad wzniesieniem murowanej świątyni w stylu gotyckim. Z biegiem lat wokół kościoła wzniesiono domy mieszczańskie oraz umieszczono liczne stragany służące do handlu mięsem i pieczywem.
W 1806 r. kościół zamieniony został przez żołnierzy napoleońskich na magazyn siana. W nocy z 9 na 10 grudnia 1811 r. świątynię oraz okoliczne zabudowania mieszkalne i handlowe strawił pożar. W 1816 r. ruiny kościoła i przyległych obiektów rozebrano, a w 1821 r. powstałą po rozbiórce przestrzeń wyłożono brukiem i nazwano Rynkiem Nowym. Kamienice otaczające nowo powstały plac rozbudowano i przebudowano. Na narożniku rynku z ulicą Opłotki wzniesiono okazałą kamienicę dla redakcji gazety Stettiner General Anzeiger, a na narożniku z ulicą Wielką Odrzańską kamienicę Friedricha Pitzschky’ego, mieszczącą należącą do niego firmę ubezpieczeniową.
W czasie II wojny światowej zabudowania zostały zniszczone. Po przejęciu miasta przez administrację polską zabezpieczono ruiny Starego Ratusza, a pozostałe obiekty wyburzono, otwierając widok z rynku na Odrę i port. Obszar rynku włączono do Rynku Siennego tworząc plac Rzepichy. W latach 50. XX wieku zespół architektów w składzie W. Furmańczyk, W. Jarzynka, L. Kotowski opracował koncepcję nowej zabudowy Starego Miasta. W ramach tego projektu powstał blok ze spadzistym dachem w zachodniej części rynku. W latach 70. XX wieku pierzeję północną zabudowano hotelem Arkona.
W 1995 r. przywrócono historyczną nazwę Rynek Nowy i zbudowano na przedwojennych fundamentach pierzei południowej i wschodniej nowe postmodernistyczne kamienice. W 2008 r. hotel Arkona zburzono, a w latach 2016–2017 odsłonięto fundamenty kamienic stojących dawniej w północnej części rynku. W 2019 r. rozpoczęły się prace budowlane związane z budową nowego hotelu, którego bryła miała nawiązywać podziałem elewacji do kamienic stojących dawniej w pierzei północnej. Prace budowlane zakończono w listopadzie 2021.

## Kalendarium zmian nazwy rynku
| Czas obowiązywania | Nazwa         |
| ------------------ | ------------- |
| XIII w.            | medium forum  |
| XIX w.–1945        | Neuer Markt   |
| 1945–1995          | Plac Rzepichy |
| od 1995 r.         | Rynek Nowy    |

## Obiekty
- Ratusz Staromiejski, przypisany do ulicy Mściwoja
- nr 1-2 – odbudowane kamienice
- nr 3 – budynek na miejscu kamienicy redakcji gazety General Anzeiger, obecnie siedziba redakcji Głosu Szczecińskiego
- nr 4-7 – odbudowane kamienice

## Galeria

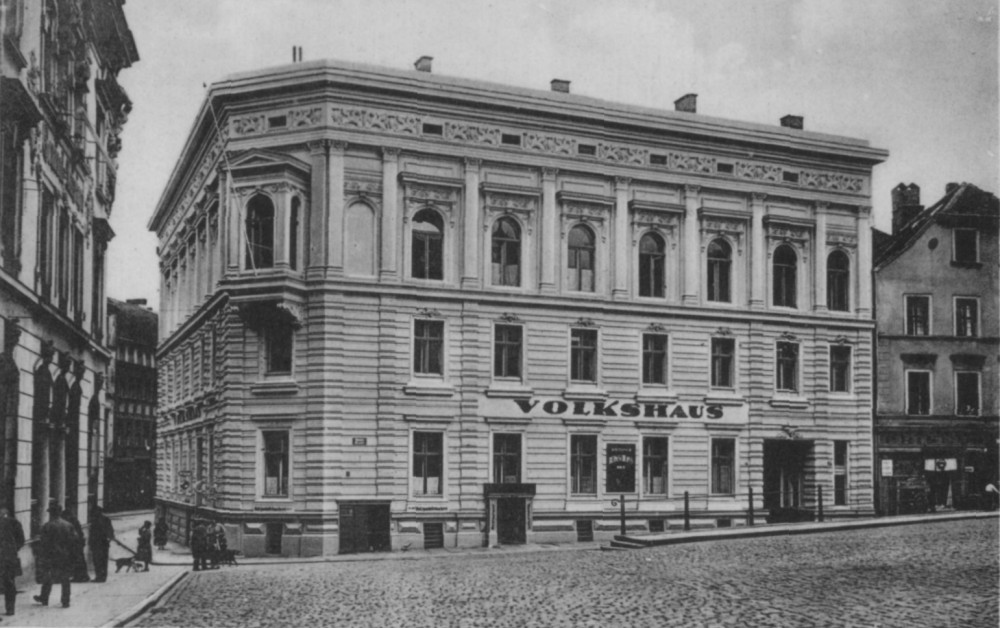
Dawna kamienica Friedricha Pitzschky’ego jako siedziba firmy Volkshaus, przed 1945 r.
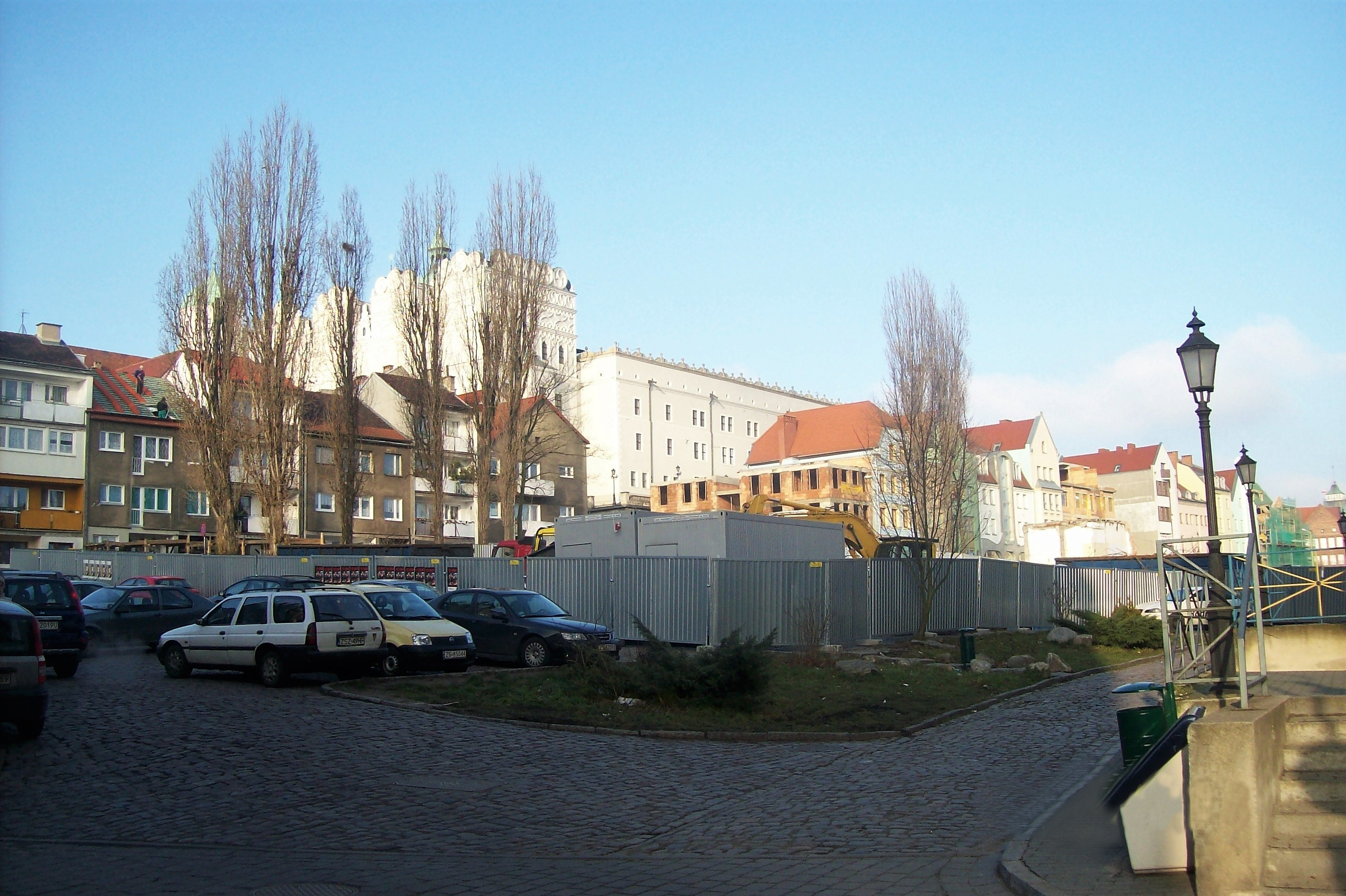
Rynek Nowy po rozbiórce hotelu Arkona, 2008 r.
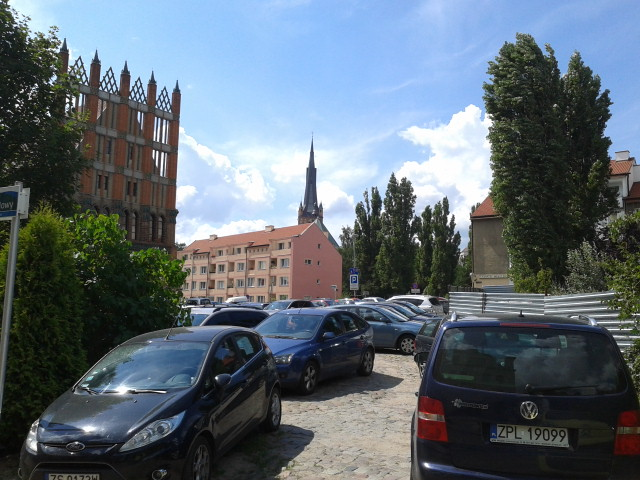
Rynek Nowy w 2014 r.
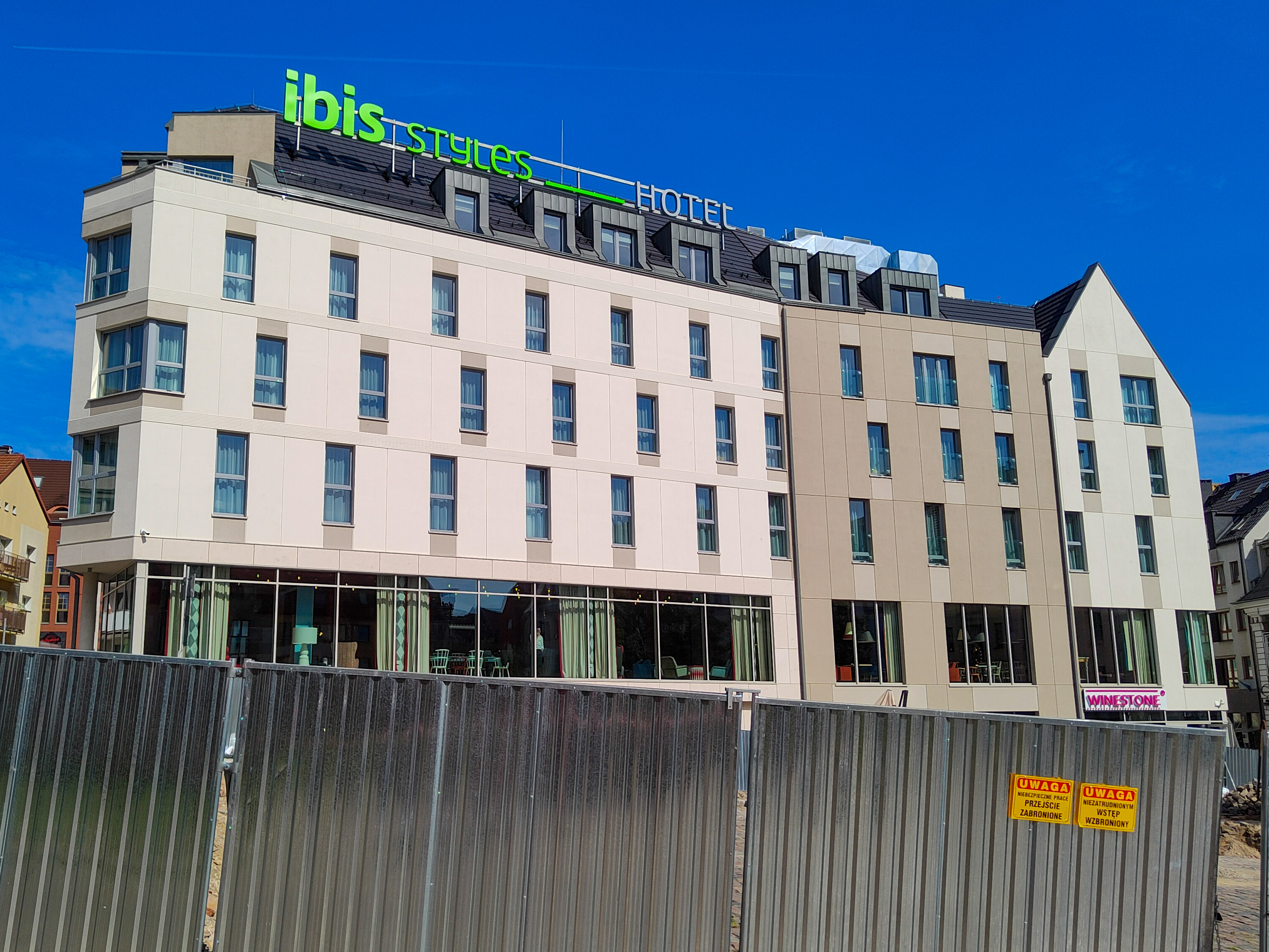
Hotel ibis Styles w pierzei północnej
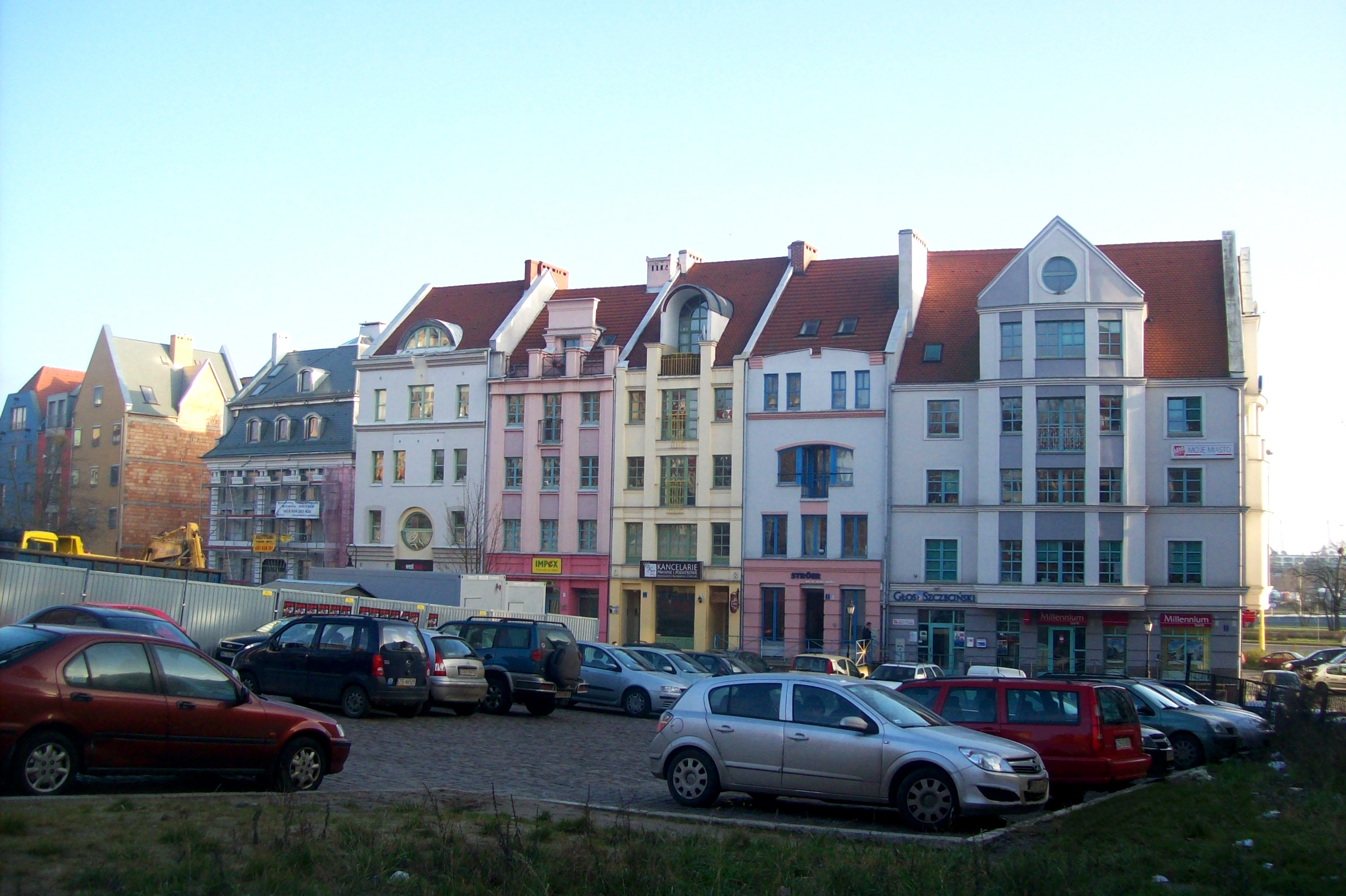
Pierzeja wschodnia
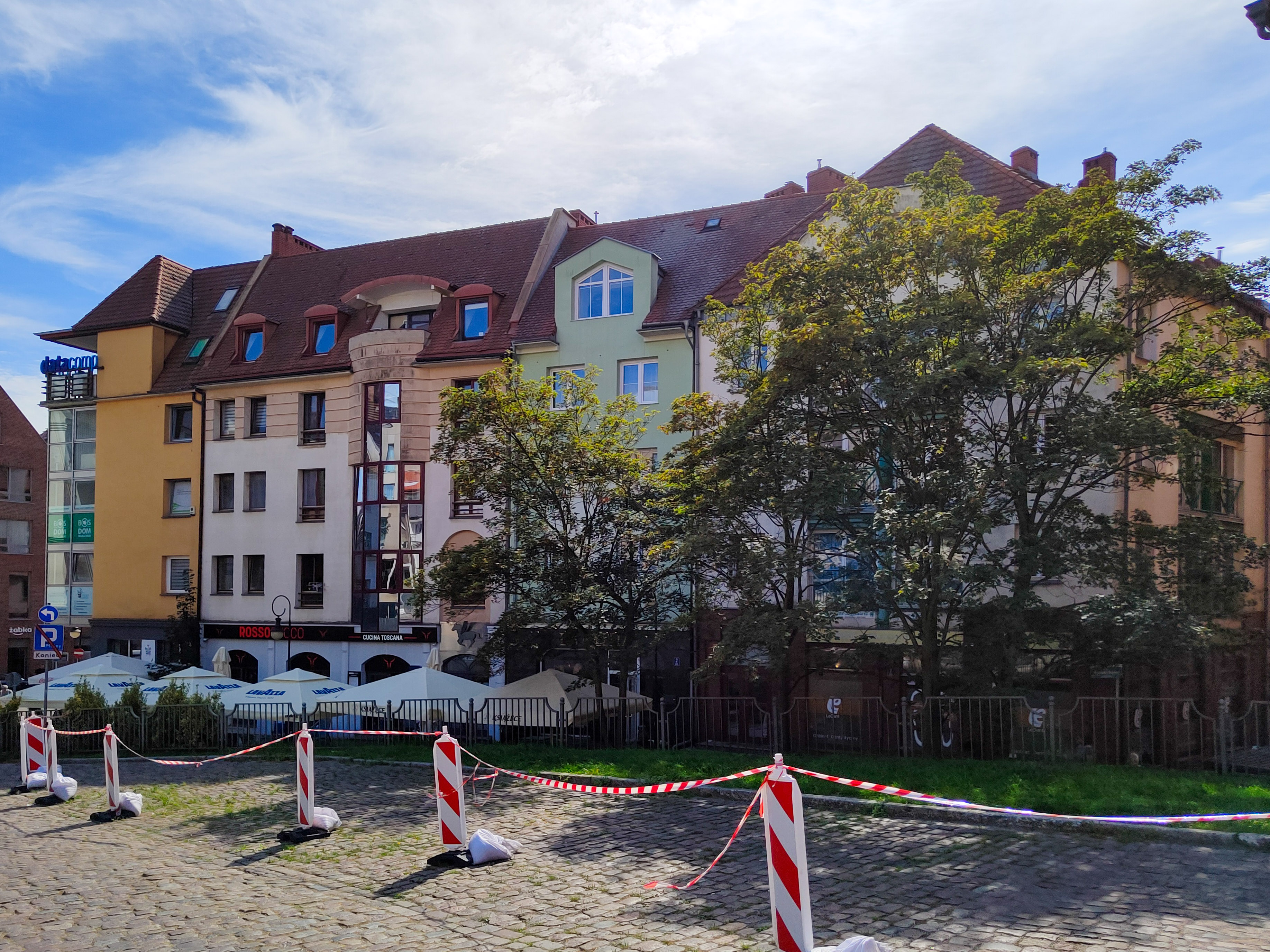
Pierzeja wschodnia
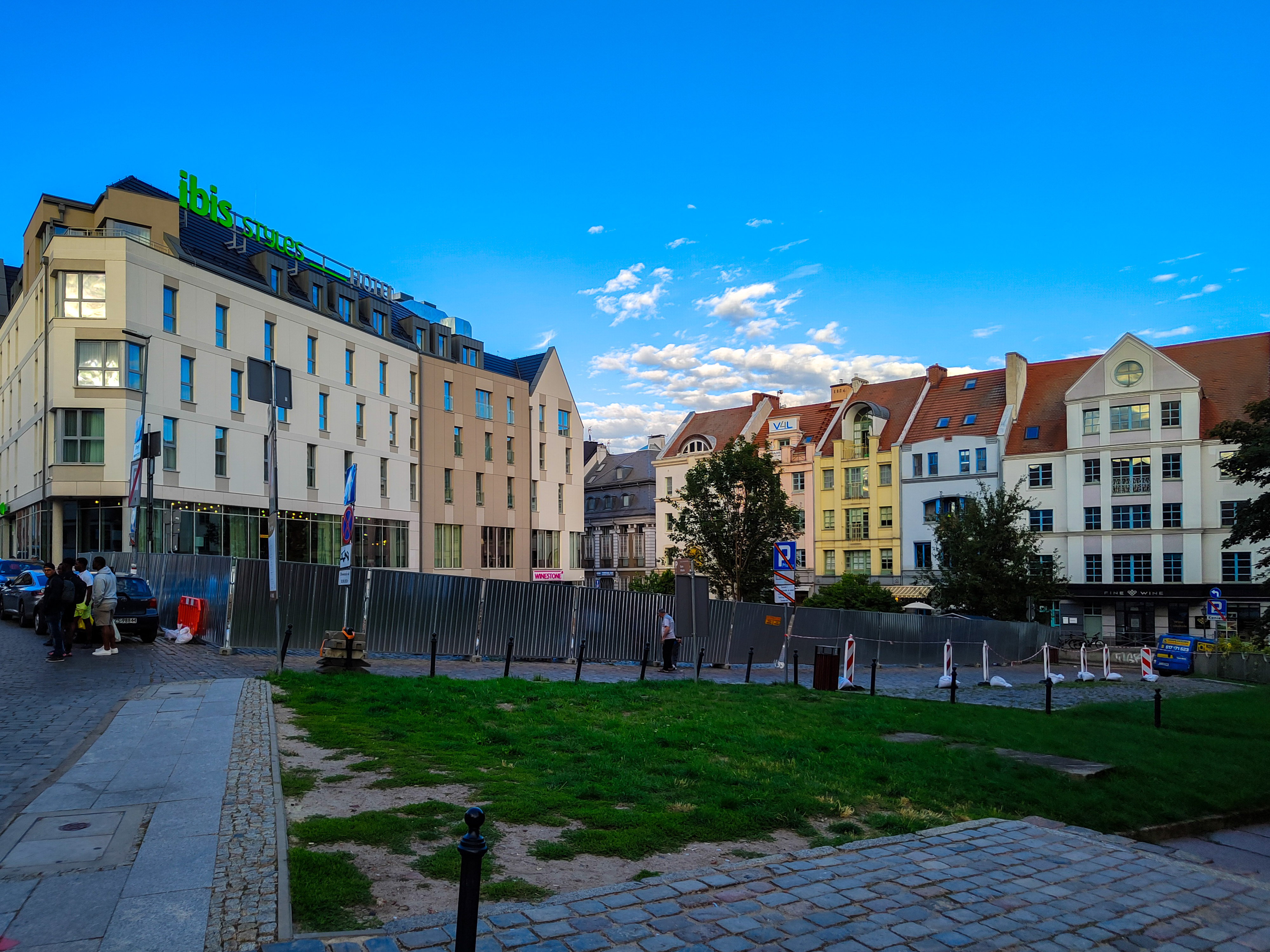
Rynek Nowy w 2022 r.